# ميشا سليموفيتش
محمد ميشا سليموفيتش Mehmed Meša Selimović (1328 - 1402 هـ / 1910 - 1982 م) هو أديب ، من يوغوسلافيا.
من آهم آثاره: «الدرويش والموت».

## روابط خارجية
- ميشا سليموفيتش على موقع IMDb (الإنجليزية)
- ميشا سليموفيتش على موقع ألو سيني (الفرنسية)
- ميشا سليموفيتش على موقع أول موفي (الإنجليزية)
- ميشا سليموفيتش على موقع قاعدة بيانات الفيلم (الإنجليزية)
- ميشا سليموفيتش على موقع كينوبويسك (الروسية)